# Kull il conquistatore
Kull il Conquistatore (Kull the Conqueror) è un film del 1997 diretto da John Nicolella.
È liberamente ispirato a Kull di Valusia, protagonista di un ciclo di storie fantasy di Robert E. Howard pubblicate tra il 1929 e il 1939.
Il film si inserisce (quindici anni dopo) nel filone inaugurato da Conan il barbaro: entrambi i personaggi sono nati dalla penna di Robert E. Howard, uno dei più importanti scrittori fantasy di sempre.

## Trama
Nell'antico regno di Valusia giunge il nerboruto guerriero Kull, proveniente da Atlantide; il suo obiettivo è diventare membro delle armate di Valusia. Kull si mette subito in luce per la sua grande forza e l'abilità nel combattimento, ma viene deriso dal comandante dell'esercito, il Generale Taligaro, che lo considera un barbaro, in quanto Kull utilizza un'ascia bipenne, mentre l'arma prediletta dai valusiani è la spada. Sfidato in combattimento dall'esperto Taligaro, Kull ha la peggio, ma il duello viene interrotto da una terribile notizia: il sovrano di Valusia, Re Borna, è impazzito e sta uccidendo i suoi eredi. Taligaro e Kull si recano a corte per fermarlo, ma ormai il re ha già ucciso i propri eredi; il folle sovrano, sfida in combattimento Taligaro e lo sconfigge, ma viene poi sconfitto a sua volta da Kull, che lo uccide. Taligaro vorrebbe per sé il trono, e così anche il nipote del re, Ducalon; ma Re Borna, prima di morire, lascia la sua corona a Kull. Il nuovo re, che vuole abolire la schiavitù e ripristina la libertà di culto, viene subito amato dal suo popolo; dopo che un attentato messo in atto durante l'incoronazione fallisce, i mandanti, Taligaro e Ducalon, si rivolgono al malvagio stregone Enaros, il quale, mediante un rito magico, resuscita Akivasha, la "strega rossa", un'antica e malvagia strega che fu regina tremila anni prima, quando al posto di Valusia sorgeva Acheron, un regno di pura malvagità che fu spazzato via dal Dio Valka. Akivasha con un sortilegio fa innamorare di sé Kull, che la sposa, dimenticando la donna che ama, la schiava indovina Zareta.
Durante la prima notte di nozze, Akivasha tramortisce Kull ed inscena la sua morte, facendo ricadere la colpa su Zareta, che viene arrestata e condannata al rogo. Kull fugge con l'aiuto del prete di Valkan Ascalante, fratello di Zareta. La coppia libera Zareta e il trio si dirige a nord tramite la nave del diffidente socio di Kull, Juba, nella speranza di ottenere il Respiro di Valka, l'unica arma che può impedire ad Akivasha di riconquistare il suo pieno potere. Rendendosi conto di cosa stanno facendo, Akivasha manda Taligaro dietro di loro; li cattura proprio mentre Zareta ottiene il Soffio, ferendo mortalmente Ascalante e lasciando Kull a morire. Taligaro rivela la sua intenzione di usare Zareta per tradire Akivasha e prendere il Trono di Topazio. Il giorno dell'eclissi solare, Kull ritorna a Valusia mentre Akivasha inizia gradualmente ad assumere la sua vera forma demoniaca, contrastando facilmente il tentativo di Taligaro di ucciderla con Zareta. Dopo che Kull ferisce Taligaro e uccide Enaros, Zareta bacia Kull e gli passa il Respiro di Valka, che bacia l'ormai demoniaco Akivasha per trasmettere il Respiro di Valka e spegnere la sua fiamma per sempre. Kull procede ad uccidere Taligaro quando tenta di prendere in ostaggio Zareta, rimuovendo l'ultima opposizione al suo governo.
Dopo essere stato reintegrato come re dai nobili ora più disponibili, Kull nomina Zareta la sua regina, quindi usa la sua ascia per distruggere le Tavole della Legge, abolendo la schiavitù in Valusia e permettendole di rinascere come regno d'onore piuttosto che di tradizione.

## Produzione
Originariamente, il film di Nicolella avrebbe dovuto chiamarsi Conan il conquistatore, e vedere Arnold Schwarzenegger tornare nel ruolo che lo ha reso famoso per il terzo capitolo delle avventure del cimmero. Una volta che Schwarzenegger rifiutò, la Universal contattò Kevin Sorbo, l'Hercules televisivo, per offrirgli il ruolo: questi accettò, ma a patto che il protagonista fosse un altro personaggio, perché non voleva interpretare qualcuno già portato sullo schermo da altri. Fu così che venne ripescato dal fertile terreno howardiano un'altra delle sue migliori creature, il re atlantideo Kull, cui anche la Marvel Comics aveva dedicato una serie a fumetti in contemporanea al suo Conan the Barbarian.